# 묵시록의 4기사 (영화)
《묵시록의 4기사》(Four Horsemen Of The Apocalypse)는 미국에서 제작된 빈센트 미넬리 감독의 1962년 영화이다. 글렌 포드 등이 주연으로 출연하였고, 줄리언 블라우스타인 등이 제작에 참여하였다.

## 출연

### 주연
- 글렌 포드 - 훌리오 데누아예 역
- 잉리드 툴린
- 샤를 부아예

### 조연
- 리 J. 코브
- 폴 헌레이드
- 폴 루커스
- 이베트 밈미여
- 카를하인츠 뵘

## 제작진
- 미술: 조지 W. 데이비스
- 미술: 유리 맥클리
- 미술: 엘리엇 스콧
- 의상: 린 허버트
- 의상: 오리 켈리
- 의상: 월터 플렁킷